# Laportea cuspidata
Laportea cuspidata là loài thực vật có hoa trong họ Tầm ma. Loài này được (Wedd.) Friis mô tả khoa học đầu tiên năm 1981.